# Félix del Blanco Prieto
Félix del Blanco Prieto (Morgovejo, 15 de junho de 1937 – Roma, 10 de abril de 2021) foi um bispo diplomata e prelado da Igreja Católica espanhol, esmolér-emérito de Sua Santidade.

## Biografia
Ainda jovem descobriu sua vocação religiosa e decidiu entrar no seminário, sendo ordenado sacerdote em 27 de maio de 1961. Posteriormente, mudou-se para a Itália para estudar na Pontifícia Academia Eclesiástica de Roma, onde preparou sua carreira diplomática e finalmente em 1984, conseguiu entrar como funcionário do Corpo Diplomático da Santa Sé. Durante esse tempo foi destinado às Nunciaturas Apostólicas de países como México, Argentina e Áustria.
Em 31 de maio de 1991, o Papa João Paulo II o nomeou núncio apostólico em Angola e São Tomé e Príncipe, sendo consagrado como arcebispo-titular de Vannida em 6 de julho de 1991, na Antiga Catedral de Madrid, pelas mãos do cardeal Agostino Casaroli, Cardeal Secretário Emérito de Estado, coadjuvado por Ángel Suquía Goicoechea, arcebispo de Madrid e por Antonio Vilaplana Molina, bispo de León.
Em 4 de maio de 1996 foi nomeado núncio apostólico nos Camarões e em 28 de junho, na Guiné Equatorial. Posteriormente, em 5 de junho de 2003, ele se tornou núncio em Malta e em 24 de junho foi designado para a nunciatura da Líbia.
Posteriormente, em 28 de julho de 2007, o Papa Bento XVI o nomeou Esmolér de Sua Santidade. Teve sua renúncia aceita em 3 de novembro de 2012, por limite de idade.
Faleceu em 10 de abril de 2021.